# Генуя (река)
Генуя — река в России, протекает по Бокситогорскому и Тихвинскому районам Ленинградской области.
Высота устья — 180,7 м над уровнем моря.
Исток — озеро Алозеро в северной оконечности Бокситогорского района, у деревни Рябов Конец. Течёт на запад, вскоре пересекает границу районов и принимает левый приток — Новую.
Впадает в восточную оконечность Капшозера. Длина реки составляет 18 км, площадь водосборного бассейна — 281 км².
Река представляет интерес для водного туризма.

## Данные водного реестра
По данным государственного водного реестра России относится к Балтийскому бассейновому округу, водохозяйственный участок реки — Свирь, речной подбассейн реки — Свирь (включая реки бассейна Онежского озера). Относится к речному бассейну реки Нева (включая бассейны рек Онежского и Ладожского озера).
Код объекта в государственном водном реестре — 01040100812102000013505.